# Parupeneus indicus
Parupeneus indicus là một loài cá biển thuộc chi Parupeneus trong họ Cá phèn. Loài này được mô tả lần đầu tiên vào năm 1803.

## Từ nguyên
Tính từ định danh indicus trong tiếng Latinh nghĩa là "ở Ấn Độ", là nơi đã thu thập mẫu định danh của loài cá này.

## Phân bố và môi trường sống
P. indicus có phân bố rộng khắp vùng Ấn Độ Dương - Thái Bình Dương, từ biển Ả Rập và Đông Phi trải dài về phía đông đến quần đảo Marshall và quần đảo Australes, giới hạn phía bắc đến miền trung Nhật Bản (tỉnh Ibaraki) và đảo Jeju, phía nam đến Nam Phi, Úc và Nouvelle-Calédonie.
Ở Việt Nam, P. indicus được ghi nhận tại cù lao Chàm (Đà Nẵng), Quảng Ngãi, Phú Yên (Đắk Lắk), Khánh Hòa (gồm Ninh Thuận), cù lao Câu (Lâm Đồng).
P. indicus sống trên nền đáy cát bột, thường ở các thảm cỏ biển trong đầm phá và rạn viền bờ, độ sâu đến ít nhất là 30 m.

## Mô tả
Chiều dài cơ thể lớn nhất được ghi nhận ở P. indicus là 45 cm. Hình dạng vảy cá là chỉ dấu cho thấy có hiện tượng dị hình giới tính ở P. indicus.
Cá có màu nâu lục đến nâu đỏ ở lưng, nhạt dần thành trắng hoặc hồng nhạt xuống bụng, viền vảy sẫm màu. Một đốm lớn, thuôn dài màu vàng nằm trên đường bên, ngay dưới khoảng giữa hai vây lưng. Một đốm tròn đen xuất hiện ở hai bên cuống đuôi. Vây đuôi, vây lưng và vây hậu môn có các sọc xanh lam. Màng bụng màu nâu sẫm. Râu cá màu trắng.
Số gai vây lưng: 8; Số tia vây lưng: 9; Số gai vây hậu môn: 1; Số tia vây hậu môn: 7; Số tia vây ngực: 15–17.

## Sinh thái
Thức ăn của P. indicus bao gồm giáp xác, nhuyễn thể, ốc biển nhỏ và giun ngành Sá sùng. Cá con đang lớn sống thành đàn, trong khi cá trưởng thành thường sống đơn độc, nhưng cũng có thể sống thành nhóm.

## Sử dụng
P. indicus được sử dụng làm mồi câu cá ngừ ở Yemen. Thịt của P. indicus được đánh giá là có chất lượng cao.